# 부산 도시철도 2호선
부산 도시철도 2호선(釜山 都市鐵道 2號線)은 장산역과 양산역을 잇는 부산 도시철도 노선이다. 노선의 고유색은 ●연두색이다. 종래 시행됐던 도시 철도 건설 조례에 의하면 동서선이 병기됐으나, 조례의 폐지로 동서선이란 노선명은 삭제됐다. 양산시외버스터미널, 덕천교차로, 구포시장, 부산서부시외버스터미널, 서면교차로, 대연사거리, 경성대학교, 벡스코, 해운대시외버스터미널, 해운대 신시가지 등을 통과해 유동 인구가 많은 노선이다. 실제로 관광객들이 많이 이용하고, 여름 피서지인 광안리해수욕장, 해운대해수욕장 등을 통과해 부산 도시철도 1호선에 이어 이용객이 압도적으로 많은 편이다. 2026년 하반기에 신설 개통하는 양산 도시철도와 접속되는 양산중앙역이 생길 예정이다. 통행방향은 우측통행이다.

## 역사
- 1987년 12월 : 노태우 대통령의 선거 공약으로 2호선 건설 제시
- 1990년 2월 : 동서시내전철건설에 관한 타당성 조사 완료
- 1991년 5월 : 건설 기본 계획 확정
- 1991년 9월 : 기본 설계 완료
- 1991년 11월 28일 : 1단계 호포 - 서면 구간 착공
- 1994년 10월 27일 : 2단계 서면 - 장산 구간 착공
- 1999년 6월 30일 : 1단계 호포 - 서면 구간 개통 및 서면역 환승 개통 (부산 도시철도 1호선)
- 2001년 8월 8일 : 2단계 일부 서면 - 금련산 구간 개통
- 2001년 12월 21일 : 3단계 연장 호포 - 양산 구간 착공
- 2002년 1월 16일 : 광안역 추가 개통
- 2002년 8월 29일 : 2단계 잔여 광안 - 장산 구간 개통
- 2005년 11월 28일 : 덕천역, 수영역 환승 개통 (부산 도시철도 3호선)
- 2008년 1월 10일 : 3단계 연장 호포 - 양산 구간 개통 (단, 증산역, 부산대양산캠퍼스역 제외)
- 2009년 10월 1일 : 부산대양산캠퍼스역 개통
- 2011년 9월 16일 : 사상역 환승 개통 (부산-김해 경전철)
- 2014년 12월 5일 : 문전역을 국제금융센터·부산은행역으로 역명 변경
- 2015년 9월 24일 : 증산역 개통
- 2016년 6월 30일 : 43개 전 역사 스크린도어 설치 완료
- 2016년 11월 21일 : 시립미술관역을 벡스코역으로 역명 변경
- 2016년 12월 30일 : 벡스코역 환승 개통 (동해선 광역전철)

## 운영

### 노선
수직으로 구성된 1호선에 대비하여 부산광역시를 수평으로 잇는 노선으로, 해운대구 신시가지에서부터 사상구를 거쳐 경상남도 양산시를 연결한다. 부암 - 호포 구간은 경부선 철도와 유사한 궤도로 이어진다. 특히 동원역의 경우 한국철도공사 소유 부지에 건설되었다.

### 운행
2호선의 열차는 장산행, 호포행, 양산행이 운행한다. 서면역에서 1호선으로, 덕천역 / 수영역에서 3호선으로, 사상역에서 부산-김해 경전철로, 벡스코역에서 동해선으로, 환승이 가능하다.
- 평상시 : 양산 / 호포발 장산행  ·  장산발 호포 / 양산행  ·  호포발 양산행

다만 첫차와 막차 시간에 중간 시 · 종착 열차가 있는데, 이는 2호선의 총연장이 비교적 길기 때문에 각 역의 첫차와 막차 시간을 맞추기 위한 것이다.
- 첫차 : 구명발 장산행  ·  전포발 양산행
- 막차 : 양산발 전포행  ·  장산발 광안행

중간 시·종착역의 경우 하행선은 광안역, 호포역이며, 상행선은 전포역이다. 그러나 대부분 열차는 장산행과 양산행을 반복하여 운행한다.
간혹 열차고장이나 정상운행 불가 시 운행되는 열차도 있다.
- 비상시 : 양산발  호포 / 화명 / 사상 / 금련산 / 광안 / 동백행  ·  호포발 화명 / 사상 / 금련산 / 동백행  ·  장산발 동백 / 전포행

### 전역사스크린도어설치 완료
2016년 6월 30일, 장산역, 전포역, 가야역, 감전역, 덕포역 ~ 구명역, 율리역, 호포역에도 설치가 완료됨에 따라 모든 역에 스크린도어가 완비되었다.

## 등급
2022년 2월 1일 부산지하철 2호선 광안 ~ 벡스코 구간 토목구조물에 대한 정밀안전진단 결과 광안 ~ 센텀시티 구간은 B등급(양호), 센텀시티 ~ 벡스코 구간은 A등급(우수)으로 지정되었다. 2006년 준공 후 두 번째 정밀안전진단이 이뤄졌다.
등급이 공개된 시설물은 경남 산청양수댐, 부산지하철 2호선, 전남 장성3터널 등 3개로, 「시설물의 안전 및 유지관리에 관한 특별법」(시설물안전법)에 따라 관리원의 정밀안전진단 전담시설물로 고시되어 있다.

## 차량
2호선은 부산교통공사의 2000호대 전동차를 운용하고 있다. 스테인레스 외장에 초록색 띠가 둘러진 외형을 가지고 있으며, 양 끝 칸은 113명 ·  중간 칸은 124명이 정원이다. 현재 6량 1편성으로 편성해 운영 중이다.
총 56개 편성이 있으며, 그 중 28개 편성 (1~19편성, 49~56편성)은 기존 VVVF-GTO소자에서 VVVF-IGBT소자로 개조하였다. 이는 핵심 부품 노후화로 인해, 주요부품 재고소진에 대비함으로, 열차 보수에 용이하기 위함이다. 2호선은 노선의 수요에 비해 열차편성이 지나치게 많이 도입됐는데, 이는 장산 이후 연장될 동부산선과 양산 이후 연장될 북정선의 건설이 모두 완료된다는 전제 하에 투입됐다. 따라서 평시 운행시엔 호포차량기지에 약 5개 편성 정도가 운휴중이다. 부산불꽃축제 등 수요가 급증한 경우엔 거의 모든 열차가 본선에 투입되지만 이처럼 특별한 상황을 제외하고는 운행되지 않는 편성이 많아 효율성이 떨어지고 있다.
- 전동차 수량: 6량 1편성으로 56편성 ·  총 336량이다. 보통같으면 8량 1편성, 10량 1편성 증결이 가능하다고 하겠지만, 승강장에 스크린도어를 설치할 때 승하차 구간이 아닌 곳을 통유리와 기계실로 막았기 때문에 8량으로 증결할려면 스크린도어를 교체해야한다. 또한 10량은 완전히 불가능하다.

이 전동차는 두 차례에 걸쳐 반입됐는데, 이는 1단계 개통을 위해 1998년 ·  1999년에 도입된 차량과 2단계 개통을 위해 2001년 ·  2002년에 도입된 차량이다. 2000호대 전동차는 모두 호포차량사업소에 유치하고, 이에 대한 경검수 및 중검수를 담당한다.
- 호포차량사업소: 부산교통공사 2000호대 전동차 336량 전부

- IGBT차량개조: 전동차 1~19편성, 49편성 ~ 56편성을 VVVF-GTO 방식에서 VVVF-IGBT 방식으로 개조했다. 이는 VVVF-GTO 소자의 소음이 심하고, 핵심 부품 노후화에 대비하기 위해서다.

### 2호선 열차3호선투입 방안 논란
부산 2호선은 수요에 비해 열차가 지나치게 많이 투입됐다. 따라서 평시엔 호포차량기지에 5개 편성이 운휴 중이다. 그러나 3호선은 수요에 비해 4량 편성에다 배차간격이 조밀하지 못해 3호선은 전동차를 추가적으로 필요로 한 상황이었다. 부산교통공사에서는 3호선에 신차를 구입해 투입시킨 것 보단 2호선에 남는 차량을 투입한 방안을 검토 중이었다. 2014년 1월경 2호선에 남는 편성 6개를 3호선에 투입시키려 251~256편성을 휴차시켰다. 이에 부산지하철노동조합은 크게 반발했는데, 이는 두 노선의 열차 높이 차이가 약 4mm 차이가 나고 신호체계가 달라 자칫 사고가 날 수 있다는 입장이었다. 이에 부산교통공사도 기술적으로 문제가 있었던 모양인지 계획을 철회하고 2014년 3월경에 251~256편성을 다시 본선에 투입했다.

## 역 목록
| 역번호 | 역명                                                 | 역명                                  | 역명                          | 역명                      | 접속 노선                 | 역간 거리 | 누적 거리 | 소재지     | 소재지   |
| 역번호 | 한글                                                 | 로마자                                | 일본어                        | 한자                      | 접속 노선                 | 역간 거리 | 누적 거리 | 소재지     | 소재지   |
| ------ | ---------------------------------------------------- | ------------------------------------- | ----------------------------- | ------------------------- | ------------------------- | --------- | --------- | ---------- | -------- |
| 201    | 장산 (해운대백병원)                                  | Jangsan                               | 萇山                          | 萇山                      |                           | -         | 0.0       | 부산광역시 | 해운대구 |
| 202    | 중동                                                 | Jung-dong                             | 中洞                          | 中洞                      |                           | 0.9       | 0.9       | 부산광역시 | 해운대구 |
| 203    | 해운대 (해운대부민병원)                              | Haeundae                              | 海雲台                        | 海雲臺                    |                           | 0.9       | 1.8       | 부산광역시 | 해운대구 |
| 204    | 동백                                                 | Dongbaek                              | 冬柏                          | 冬柏                      |                           | 1.2       | 3.0       | 부산광역시 | 해운대구 |
| 205    | 벡스코 (시립미술관)                                  | BEXCO                                 | ペクスコ                      |                           | 동해선(● 동해선 광역전철) | 1.1       | 4.1       | 부산광역시 | 해운대구 |
| 206    | 센텀시티 (벡스코·법무법인 대륜)                      | Centum City                           | センタムシティ                |                           |                           | 0.8       | 4.9       | 부산광역시 | 해운대구 |
| 207    | 민락                                                 | Millak                                | 民樂                          | 民樂                      |                           | 1.0       | 5.9       | 부산광역시 | 수영구   |
| 208    | 수영                                                 | Suyeong                               | 水営                          | 水營                      | ● 부산 도시철도 3호선     | 0.9       | 6.8       | 부산광역시 | 수영구   |
| 209    | 광안 (박원욱병원)                                    | Gwangan                               | 広安                          | 廣安                      |                           | 0.9       | 7.7       | 부산광역시 | 수영구   |
| 210    | 금련산                                               | Geumnyeonsan                          | 金蓮山                        | 金蓮山                    |                           | 0.9       | 8.6       | 부산광역시 | 수영구   |
| 211    | 남천 (KBS·수영구청)                                  | Namcheon                              | 南川                          | 南川                      |                           | 0.9       | 9.5       | 부산광역시 | 수영구   |
| 212    | 경성대·부경대 (동명대학교)                           | Kyunsung Univ.·Pukyong Nat'l Univ.    | 慶星大学·釜慶大学             | 慶星大·釜慶大             |                           | 0.8       | 10.3      | 부산광역시 | 남구     |
| 213    | 대연 (부산고려병원)                                  | Daeyeon                               | 大淵                          | 大淵                      |                           | 0.9       | 11.2      | 부산광역시 | 남구     |
| 214    | 못골 (남구청)                                        | Motgol                                | モッコル                      | 池谷                      |                           | 0.7       | 11.9      | 부산광역시 | 남구     |
| 215    | 지게골                                               | Jigegol                               | チゲゴル                      | 支架谷                    |                           | 0.9       | 12.8      | 부산광역시 | 남구     |
| 216    | 문현                                                 | Munhyeon                              | 門峴                          | 門峴                      |                           | 0.8       | 13.6      | 부산광역시 | 남구     |
| 217    | 국제금융센터·부산은행 (부산미래IFC의원 부설검진센터) | Busan Int'l Finance Center·Busan Bank | 釜山国際金融センター·釜山銀行 | 釜山國際金融센터·釜山銀行 |                           | 0.8       | 14.4      | 부산광역시 | 남구     |
| 218    | 전포                                                 | Jeonpo                                | 田浦                          | 田浦                      |                           | 0.8       | 15.2      | 부산광역시 | 부산진구 |
| 219    | 서면                                                 | Seomyeon                              | 西面                          | 西面                      | ● 부산 도시철도 1호선     | 1.1       | 16.3      | 부산광역시 | 부산진구 |
| 220    | 부암 (온 종합병원)                                   | Buam                                  | 釜岩                          | 釜岩                      |                           | 0.8       | 17.1      | 부산광역시 | 부산진구 |
| 221    | 가야                                                 | Gaya                                  | 伽倻                          | 伽倻                      |                           | 0.7       | 17.8      | 부산광역시 | 부산진구 |
| 222    | 동의대                                               | Dong-eui Univ.                        | 東義大学                      | 東義大                    |                           | 0.9       | 18.7      | 부산광역시 | 부산진구 |
| 223    | 개금 (인제대학교 부산백병원)                         | Gaegeum                               | 開琴                          | 開琴                      |                           | 1.1       | 19.8      | 부산광역시 | 부산진구 |
| 224    | 냉정                                                 | Naengjeong                            | 冷井                          | 冷井                      |                           | 0.8       | 20.6      | 부산광역시 | 사상구   |
| 225    | 주례                                                 | Jurye                                 | 周礼                          | 周禮                      |                           | 0.9       | 21.5      | 부산광역시 | 사상구   |
| 226    | 감전 (사상구청·한국건강관리협회)                     | Gamjeon                               | 甘田                          | 甘田                      |                           | 1.2       | 22.7      | 부산광역시 | 사상구   |
| 227    | 사상 (서부터미널)                                    | Sasang                                | 沙上                          | 沙上                      | ● 부산-김해 경전철 경부선 | 1.1       | 23.8      | 부산광역시 | 사상구   |
| 228    | 덕포 (부산도서관)                                    | Deokpo                                | 徳浦                          | 德浦                      |                           | 1.2       | 25.0      | 부산광역시 | 사상구   |
| 229    | 모덕                                                 | Modeok                                | 毛徳                          | 毛德                      |                           | 0.8       | 25.8      | 부산광역시 | 사상구   |
| 230    | 모라                                                 | Mora                                  | 毛羅                          | 毛羅                      |                           | 1.0       | 26.8      | 부산광역시 | 사상구   |
| 231    | 구남                                                 | Gunam                                 | 亀南                          | 龜南                      |                           | 1.1       | 27.9      | 부산광역시 | 북구     |
| 232    | 구명                                                 | Gumyeong                              | 亀明                          | 龜明                      |                           | 0.7       | 28.6      | 부산광역시 | 북구     |
| 233    | 덕천                                                 | Deokcheon                             | 徳川                          | 德川                      | ● 부산 도시철도 3호선     | 1.2       | 29.8      | 부산광역시 | 북구     |
| 234    | 수정 (방송통신대)                                    | Sujeong                               | 水亭                          | 水亭                      |                           | 1.5       | 31.3      | 부산광역시 | 북구     |
| 235    | 화명 (더퍼스트 피부과의원)                           | Hwamyeong                             | 華明                          | 華明                      | 경부선                    | 1.5       | 32.8      | 부산광역시 | 북구     |
| 236    | 율리                                                 | Yulli                                 | 栗里                          | 栗里                      |                           | 1.2       | 34.0      | 부산광역시 | 북구     |
| 237    | 동원                                                 | Dongwon                               | 東院                          | 東院                      |                           | 1.5       | 35.5      | 부산광역시 | 북구     |
| 238    | 금곡                                                 | Geumgok                               | 金谷                          | 金谷                      |                           | 1.0       | 36.5      | 부산광역시 | 북구     |
| 239    | 호포                                                 | Hopo                                  | 湖浦                          | 湖浦                      |                           | 1.5       | 38.0      | 경상남도   | 양산시   |
| 240    | 증산                                                 | Jeungsan                              | 甑山                          | 甑山                      |                           | 3.5       | 41.5      | 경상남도   | 양산시   |
| 241    | 부산대양산캠퍼스                                     | Pusan Nat'l Univ. Yangsan Campus      | 釜山大学梁山キャンパス        | 釜山大梁山分校            |                           | 1.0       | 42.5      | 경상남도   | 양산시   |
| 242    | 남양산 (범어)                                        | Namyangsan                            | 南梁山                        | 南梁山                    |                           | 1.1       | 43.6      | 경상남도   | 양산시   |
| 243    | 양산 (시청)                                          | Yangsan                               | 梁山                          | 梁山                      |                           | 1.6       | 45.2      | 경상남도   | 양산시   |

- 2011년 1월 1일에 개정된 동해선 역명혼동 방지를 위한 역명심의위윈회에서 시립미술관역을 벡스코역으로 변경했다.[15]

## 양산선
양산선(梁山線)은 2호선 호포역에서 양산시 북정동까지 계획하고 있는 2호선 3단계 구간의 다른 이름이었다. 공식 명칭은 아니지만 건설 및 운영을 맡고 있는 부산교통공사에서도 이 명칭을 사용했었다. 2008년 1월 10일에 호포역에서 양산역 구간만 완공되어 운영하고 있다. 양산신도시와 부산광역시의 상호간 연계와 주민들의 교통편의를 제공하기 위해 만들어진 노선이다. 양산선 구간의 역과 역 사이 소요시간은 2호선의 부산광역시 시내 구간과 비슷하다. 시내버스와 달리 별도의 시계외 요금은 수수하지 않는다.
현재는 노포~북정 신설 구간을 양산선으로 부르고 있다.
- 배차 간격: 최대 15분에서 최소 4분 정도로 다양하다.

새벽 / 첫차/막차 시간은 15분에서 간격이며 출퇴근 시간은 4분에서 6분 간격, 낮 시간은 7분 간격으로 운행된다.

### 개통 전후 상황
양산선 8 km (영업연장 7.2 km) 구간은 1997년 2월에 착공해 총 3,615억 원이 투입됐으며 연인원 54만 9천여 명, 107개의 업체가 참여했으며 레미콘이 194,000여 m3, 철근이 31,000여 톤이 사용됐다.
그러나 개통이 가까워지면서 양산선 계획 당시의 수요 예측과 개통을 앞둔 시기에서의 수요예측 결과의 차이가 크게 나타나자 개통 연기를 촉구하는 목소리가 나오기도 했다. 양산선 건설 당시 수요를 예측했던(1995) 한국교통연구원(KOTI)에서는 2011년 일일 45,957명이 이용하게 될 것이라고 예측했지만, 2006년에 부산발전연구원(BDI)에서는 2010년 일일 4,645명이 이용하게 될 것이라고 예측하였기 때문이다. 그리하여 부산발전연구원에서는 남양산역과 양산역이 개통된 뒤 월평균 4억원(연 48.3억 원)의 적자를 예상했다. 이는 적자를 부산지역의 수준으로 만들려면 1인당 4,372원이 부과되어야 하는 것을 뜻한다. 이렇게 된 원인은 양산선의 건설을 맡았던 부산교통공사가 양산선의 건설 당시 건설교통부 산하에 있었던 기관이었지만 개통에 즈음하여 부산광역시 산하로 이관되었기 때문이었고, 개통 후의 적자는 모두 부산광역시에서 떠맡게 되었다. 그런 와중에 부산광역시와 양산시 간의 협약이 제대로 성사되지 않은 상황에서 양산선이 개통되어 당분간 논란이 계속될 것으로 보이며, 향후 협약에 의한 적자 보전이 예상된다.
부산 도시철도의 광역화 첫 단계인 양산선 1구간 개통 이후, 양산 시민들의 부산으로의 통근·통학이 훨씬 쉬워졌다. 기존의 통근, 통학 시민들은 도시철도 이용을 위해 호포역까지 가야 했지만, 개통 이후에는 양산 시내에서도 도시철도 이용이 가능해져 굳이 호포역까지 가서 이용할 필요가 없어졌기 때문이다. 특히 1일 이용 승객이 예측치 3천 600명의 두 배에 가까운 6천 200명으로 집계된 것을 감안할 때, 양산 시민들이 양산선에 적지 않은 호응을 보내고 있다는 것을 알 수 있다. 그러나 역들이 건설 당시의 예측치에 크게 못미쳐 부산 도시철도의 누적 적자의 한 요인이 되고 있으나, 석산, 증산 등 물금신도시 개발이 완료되고 증산역이 영업을 시작한 후에는 상황이 호전될 전망이다.
한편, 출퇴근 시간대를 제외한 시간대의 경우 배차 간격이 20분일 때도 있어 일부 시민들이 큰 불편을 호소하자, 부산교통공사에서는 이러한 주민들의 민원을 수용하여 양산구간의 배차 간격을 14분 30초로 단축시켰다. 2009년 8월에는 05시와 06시 사이와 22시와 23시 사이 시간을 제외 하고는 배차간격이 20분이 넘어가진 않는다.2021년 8월 현재 양산구간은 출퇴근시 4~6분, 평시 7분, 코로나 4단계 격상으로  22시 이후 운행 대수 20% 감축으로 인해 10분~15분이다.
또한 양산구간 개통 이후 호포역이나 부산 시내까지 운행하던 양산 시내버스의 이용객이 크게 감소하자, 이에 대한 대책이 필요하다는 의견 또한 일고 있다. 2011년 5월 21일 부로 시행된 광역환승제로 인해 시내버스들의 상황이 다소 나아진 편이다.

## 개통 및 신설
양산역에서 북정역(양산시 북정동)까지 3.3 km 구간은 2012년 완공을 목표로 사업을 추진 중이었으나, 2008년 9월에 양산시는 양산 도시철도(노포-사송-북정) 건설이 경제적이라고 판단해 계획을 변경하였다. 이 구간은 2026년 6월에 개통될 예정이며, 양산역까지 운행 중인 2호선을 400m 연장해 양산중앙역에서 환승이 가능하도록 기본 계획에 반영하였다. 이에 따라 2호선을 북정동으로 직결하지 않고, 양산중앙역 1개만 신설하기로 했다.
향후 장산역에서 송정동 및 동부산관광단지(오시리아)까지 5 ~ 6km 거리에 6개역이 신설될 예정이며 해운대구는 이에 대한 경제성 용역 평가를 마친 상태이다. 국토해양부에 예비타당성 조사를 요청한 사업은 부산 도시철도 2호선 장산역에서 동부산관광단지까지 4.1㎞ 구간이다.
가칭 백병원역, 송정KT앞역, 송정역, 동부산관광단지역 등 모두 4개 역 건설이 추진될 것이라는 소식에 해운대신도시와 송정동 주민들은 반색하고 나섰으나 도시철도 2호선이 연장될 경우 동부산관광단지의 활성화에도 크게 기여할 전망이다.
2호선 연장은 현재 계획대로라면 빨라야 2017년 완공될 예정이기 때문이라고 하였지만 세계적인 관광단지로 개발하겠다는 부산광역시의 계획을 고려한다면 오히려 사업 추진 시기가 늦은감이 없지 않다는 지적도 있다. 기장군 관계자는 "정관신도시의 인구가 급속히 늘어나고 기장군에 있는 각종 산업단지와 관광인프라시설이 구축될 경우 동부산지역의 대중교통망 건설에 대한 예산이 크게 늘어날 수 밖에 없다."라며 도시철도 연장에 대한 기대감을 드러냈다.

## 반대편 승강장 횡단
부산 도시철도 2호선은 반대편 승강장으로 횡단할 수 없는 역이 부산 도시철도 1호선에 비하면 적지만, 비교적 많은 편이다.
2호선에서 개찰구가 승강장별로 분리되어 있어 반대편 승강장으로 횡단할 수 없는 역은 양산역, 증산역, 금곡역, 율리역, 화명역, 수정역, 구명역, 구남역, 모라역, 모덕역, 덕포역, 사상역, 감전역, 주례역, 냉정역, 민락역, 센텀시티역, 벡스코역, 동백역,  중동역까지 총 20개 역이다. 덕천역은 환승통로를 이용해 횡단이 가능하다.

## 사진

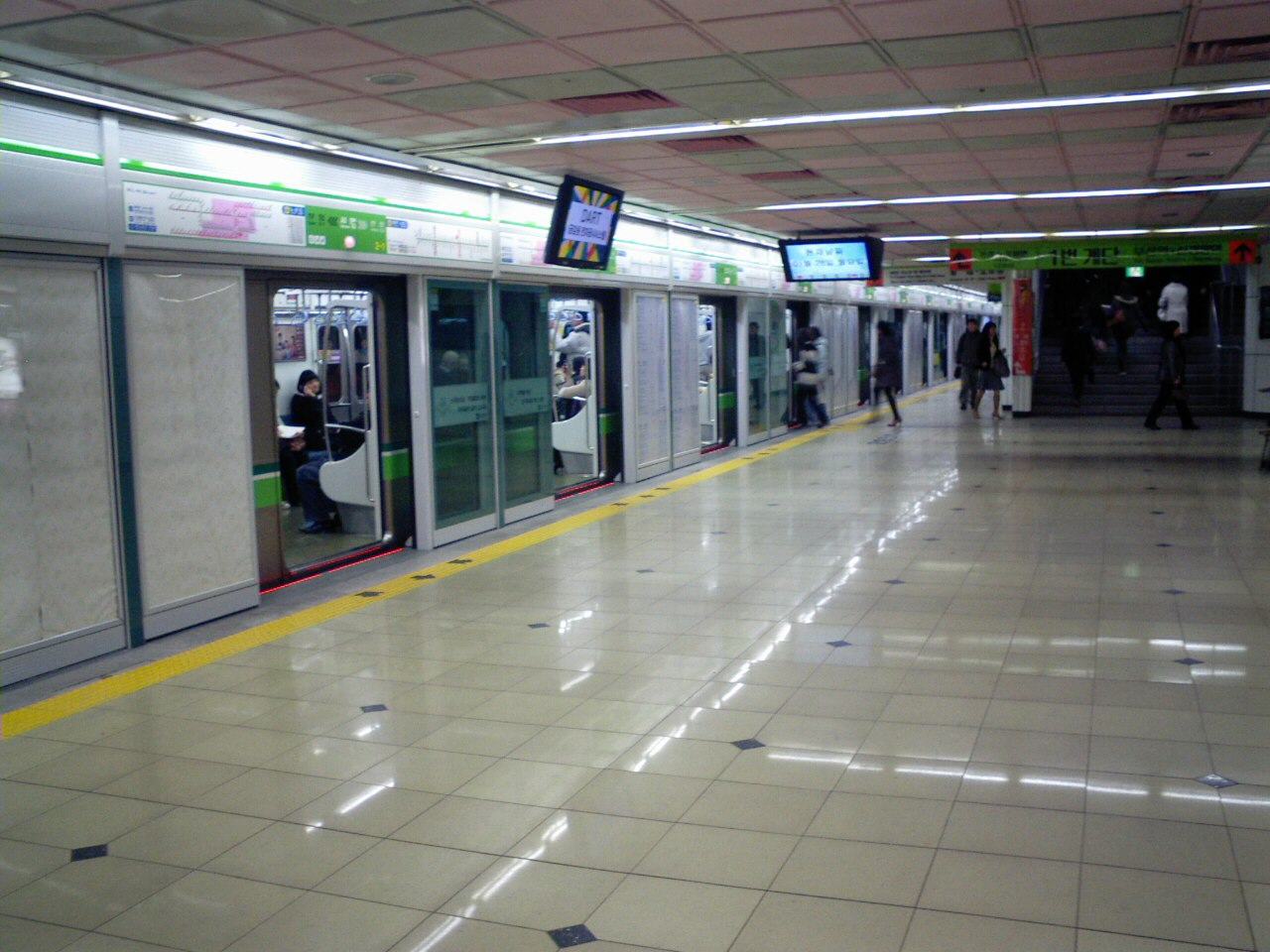
2호선 서면역 승강장
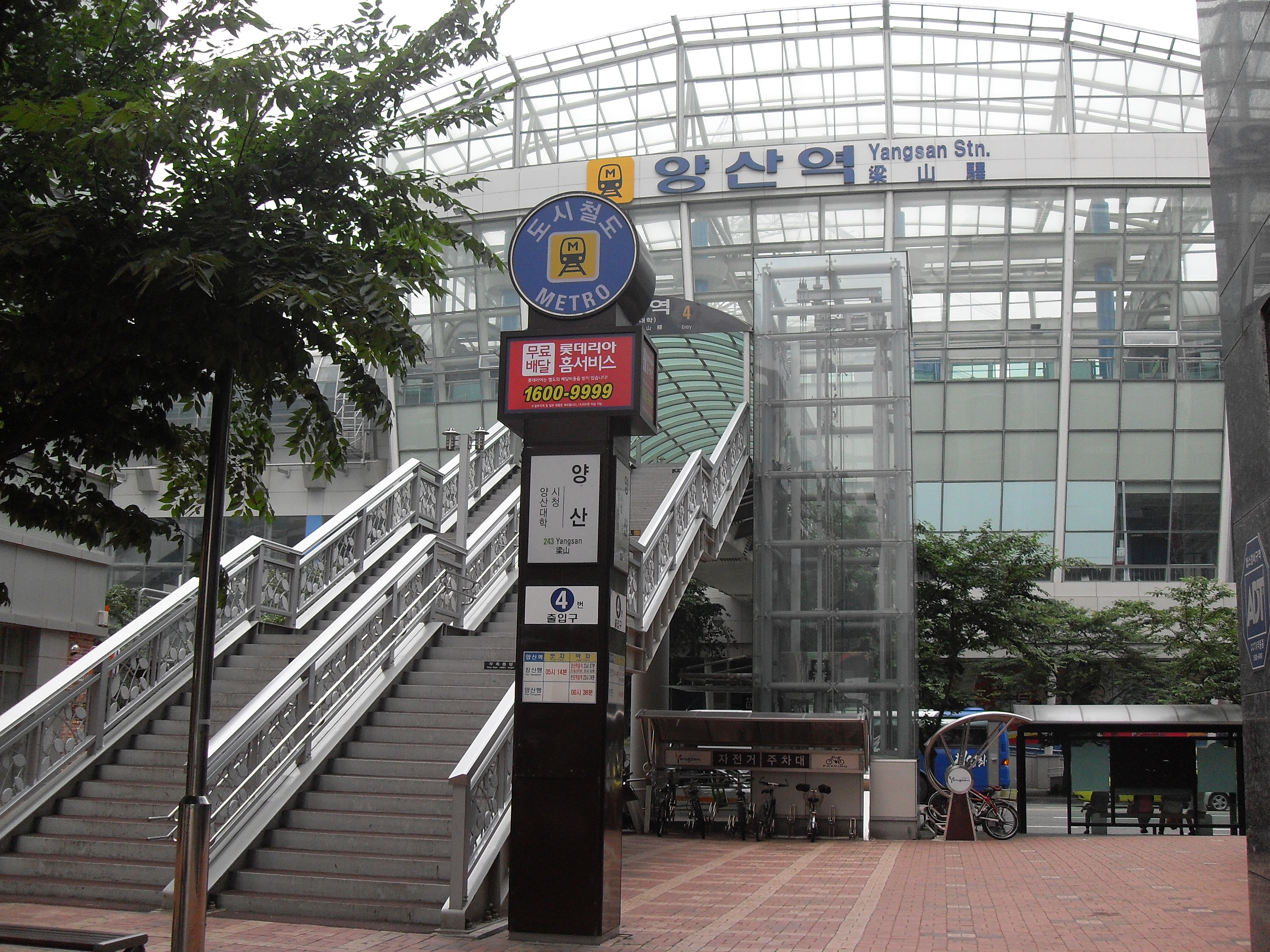
양산역 전경